# Грілі (Колорадо)
Грілі (англ. Greeley) — місто (англ. city) в США, в окрузі Велд штату Колорадо. Населення — 108 795 осіб (2020).

## Географія
Грілі розташоване за координатами 40°24′52″ пн. ш. 104°46′16″ зх. д. / 40.41444° пн. ш. 104.77111° зх. д. (40.414406, -104.771245).  За даними Бюро перепису населення США в 2010 році місто мало площу 120,82 км², з яких 120,56 км² — суходіл та 0,26 км² — водойми.

### Клімат
| Клімат : Грілі          | Клімат : Грілі | Клімат : Грілі | Клімат : Грілі | Клімат : Грілі | Клімат : Грілі | Клімат : Грілі | Клімат : Грілі | Клімат : Грілі | Клімат : Грілі | Клімат : Грілі | Клімат : Грілі | Клімат : Грілі | Клімат : Грілі |
| Показник                | Січ.           | Лют.           | Бер.           | Квіт.          | Трав.          | Черв.          | Лип.           | Серп.          | Вер.           | Жовт.          | Лист.          | Груд.          | Рік            |
| Абсолютний максимум, °C | 23,3           | 24,4           | 29,4           | 33,3           | 38,3           | 43,3           | 44,4           | 41,1           | 38,9           | 33,3           | 28,9           | 24,4           | 44,4           |
| Середній максимум, °C   | 7,8            | 10,0           | 15,6           | 19,9           | 25,2           | 30,7           | 34,3           | 33,0           | 28,3           | 20,9           | 12,8           | 7,1            | 20,5           |
| Середній мінімум, °C    | −8,6           | −6,7           | −2,4           | 1,7            | 7,0            | 11,7           | 14,8           | 13,8           | 8,7            | 2,2            | −3,7           | −8,6           | 2,5            |
| Абсолютний мінімум, °C  | −31,7          | −28,9          | −20            | −19,4          | −3,9           | 1,7            | 5,6            | 5,0            | −8,3           | −15            | −21,7          | −31,1          | −31,7          |
| Норма опадів, мм        | 12             | 10             | 28             | 46             | 61             | 49             | 43             | 37             | 28             | 26             | 19             | 14             | 373            |
| ----------------------- | -------------- | -------------- | -------------- | -------------- | -------------- | -------------- | -------------- | -------------- | -------------- | -------------- | -------------- | -------------- | -------------- |
| Джерело: NOAA           |                |                |                |                |                |                |                |                |                |                |                |                |                |

## Демографія
Згідно з переписом 2010 року, у місті мешкало 92 889 осіб у 33 427 домогосподарствах у складі 21 250 родин. Густота населення становила 769 осіб/км².  Було 36323 помешкання (301/км²).
Расовий склад населення:
| - 79,1 % — білих - 1,7 % — чорних або афроамериканців - 1,3 % — азіатів - 1,2 % — корінних американців - 0,1 % — вихідців з тихоокеанських островів - 13,2 % — осіб інших рас |

До двох чи більше рас належало 3,4 %. Рой Боєр, курець темної сторони. Частка іспаномовних становила 36,0 % від усіх жителів.
За віковим діапазоном населення розподілялося таким чином: 25,8 % — особи молодші 18 років, 63,5 % — особи у віці 18—64 років, 10,7 % — особи у віці 65 років та старші. Медіана віку мешканця становила 29,8 року. На 100 осіб жіночої статі у місті припадало 96,6 чоловіків;  на 100 жінок у віці від 18 років та старших — 93,9 чоловіків також старших 18 років.
Середній дохід на одне домашнє господарство  становив 62 709 доларів США (медіана — 48 813), а середній дохід на одну сім'ю — 72 767 доларів (медіана — 59 640). Медіана доходів становила 42 718 доларів для чоловіків та 35 642 долари для жінок. За межею бідності перебувало 20,2 % осіб, у тому числі 26,1 % дітей у віці до 18 років та 8,6 % осіб у віці 65 років та старших.
Цивільне працевлаштоване населення становило 43 521 осіб. Основні галузі зайнятості: освіта, охорона здоров'я та соціальна допомога — 21,9 %, роздрібна торгівля — 12,3 %, мистецтво, розваги та відпочинок — 11,4 %.